# Artur Oleksandrovyč Bubnevyč
Artur Oleksandrovyč Bubnevyč (in ucraino Артур Олександрович Бубневич?; Perečyn, 22 giugno 1975) è un vescovo cattolico ucraino, dall'8 novembre 2024 eparca della Santa Protezione di Maria di Phoenix.

## Biografia
Artur Oleksandrovyč Bubnevyč è nato a Perečyn, nell'oblast' della Transcarpazia, il 22 giugno 1975.

### Formazione e ministero sacerdotale
Nel giugno del 1994 si è diplomato al collegio politecnico di Vynohradiv. Dall'agosto dello stesso anno ha studiato filosofia e teologia cattolica presso il seminario greco-cattolico ruteno "Teodor Romža" di Užhorod. Dopo aver completato un corso di inglese presso il Language & Catechetical Institute (LCI) nella certosa di Gaming, in Austria, tra il 1995 e il 1996, ha proseguito gli studi teologici presso l'Istituto teologico internazionale per studi sul matrimonio e la famiglia della stessa cittadina, ottenendo la laurea magistrale in teologia nel 1998.
Nel dicembre 1998 è stato ordinato suddiacono da monsignor Ioann Semedij, eparca di Mukačevo. Dopo ulteriori studi, nel 2001 ha conseguito la licenza in teologia cattolica presso l'Istituto teologico internazionale per gli studi sul matrimonio e la famiglia di Gaming. Ha poi prestato servizio nella diocesi di Liepāja, in Lettonia, fino al 2005. Dal 2006 al 2013 ha lavorato come segretario presso la curia diocesana dell'eparchia di Mukačevo e ha insegnato inglese presso il seminario greco-cattolico ruteno "Teodor Romža" di Užhorod. Dal 2006 al 2011 è stato anche cantore capo nella parrocchia di San Nicola a Perečyn.
Nel settembre del 2013, su invito di monsignor Gerald Nicholas Dino, eparca della Santa Protezione di Maria di Phoenix, si è trasferito negli Stati Uniti d'America, dove inizialmente ha prestato servizio come suddiacono e segretario parrocchiale della parrocchia della cattedrale di Santo Stefano a Phoenix dal settembre del 2013 al marzo del 2014. Lo stesso eparca il 9 marzo 2014 lo ha ordinato diacono e il 14 settembre successivo presbitero nella cattedrale di Santo Stefano a Phoenix. In seguito è stato parroco della parrocchia di Nostra Signora del Perpetuo Soccorso ad Albuquerque dal 9 gennaio 2015. Ha supervisionato una crescita significativa della popolazione di quella parrocchia durante la pandemia di COVID-19. È stato anche uno dei cinque presbiteri statunitensi che sono stati selezionati per partecipare all'incontro "I Parroci per il Sinodo. Un incontro internazionale" svoltosi nella Fraterna Domus di Sacrofano dal 28 aprile al 2 maggio 2024 nell'ambito della XVI assemblea generale ordinaria del Sinodo dei vescovi.
È stato anche membro della commissione intereparchiale per i giovani e i giovani adulti dal maggio del 2018, del consiglio per la pastorale vocazionale dal gennaio del 2023, del consiglio per il Fondo pensioni sacerdotale dell'eparchia della Santa Protezione di Maria di Phoenix dal maggio del 2023 e della commissione intereparchiale per la liturgia dal settembre del 2023.

### Ministero episcopale
L'8 novembre 2024 papa Francesco lo ha nominato eparca della Santa Protezione di Maria di Phoenix. Il 27 gennaio successivo, durante i vespri solenni per l'ordinazione episcopale recitati nella chiesa dell'Annunciazione ad Anaheim, ha emesso la professione di fede e pronunciato il suo giuramento di fedeltà alla Sede Apostolica. Ha ricevuto l'ordinazione episcopale il giorno seguente nello stesso edificio dall'arcieparca metropolita di Pittsburgh William Charles Skurla, co-consacranti l'eparca di Parma Robert Mark Pipta e quello di Passaic Kurt Richard Burnette.
In seno alla Conferenza dei vescovi cattolici degli Stati Uniti è membro del sottocomitato per la Chiesa nell'Europa centrale e orientale.
È un sostenitore del suo paese di origine nella guerra russo-ucraina e ha affermato: "È sempre stata la mia preghiera che la vita in Ucraina sarebbe migliorata e che lo Stato ucraino sarebbe diventato più democratico e più filo-occidentale". I suoi genitori, che avevano vissuto in Ucraina fino al 2022, si sono trasferiti in Ungheria come rifugiati.

## Genealogia episcopale
La genealogia episcopale è:
- Cardinale Scipione Rebiba
- Cardinale Giulio Antonio Santori
- Cardinale Girolamo Bernerio, O.P.
- Arcivescovo Galeazzo Sanvitale
- Cardinale Ludovico Ludovisi
- Cardinale Luigi Caetani
- Cardinale Ulderico Carpegna
- Cardinale Paluzzo Paluzzi Altieri degli Albertoni
- Papa Benedetto XIII
- Papa Benedetto XIV
- Papa Clemente XIII
- Cardinale Marcantonio Colonna
- Cardinale Giacinto Sigismondo Gerdil, B.
- Cardinale Giulio Maria della Somaglia
- Cardinale Carlo Odescalchi, S.I.
- Cardinale Costantino Patrizi Naro
- Cardinale Lucido Maria Parocchi
- Papa Pio X
- Papa Benedetto XV
- Papa Pio XII
- Cardinale Eugène Tisserant
- Arcivescovo Nicholas Thomas Elko
- Arcivescovo Stephen John Kocisko
- Vescovo Andrew Pataki
- Arcivescovo William Charles Skurla
- Vescovo Robert Mark Pipta